# Сан Бенито
Сан Бенито (на испански: San Benito) е окръг в Калифорния, САЩ. Окръжният му център е град Холистър.

## География
Общата площ на окръг Сан Бенито е 3602 кв.км. (1391 кв.мили).

## Население
Окръг Сан Бенито е с население от 53 234 души.(2000)

## Градове и градчета
- Сан Хуан Баутиста
- Холистър

## Други населени места
- Аромас
- Риджмарк

## Съседни окръзи
- Санта Клара (С)
- Фресно и Мърсед (И)
- Фресно (ЮИ)
- Монтерей (ЮЗ)
- Монтерей (З)
- Санта Круз (СЗ)